# Liste von Säuren
Die folgende Liste zeigt eine Auswahl von Säuren. Aufgelistet sind
- der gebräuchliche Trivialname
- der IUPAC-Name (die offizielle Bezeichnung)
- die Summenformel oder eine vereinfachte Strukturformel

Die Liste erhebt keinen Anspruch auf Vollständigkeit.

## Anorganische Säuren (Auswahl)

### Säuren derEdelgase
| Element | Oxidationszustand des Zentralatomes | Trivialname   | Formel                         | Salze     |
| ------- | ----------------------------------- | ------------- | ------------------------------ | --------- |
| Xenon   | +6                                  | Xenonsäure    | {\displaystyle {\ce {H2XeO4}}} | Xenate    |
| Xenon   | +8                                  | Perxenonsäure | {\displaystyle {\ce {H4XeO6}}} | Perxenate |

### Säuren derHalogene
| Element | Oxidationszustand des Halogenatomes | Trivialname          | Formel | Salze        | Bemerkungen                                                             |
| ------- | ----------------------------------- | -------------------- | --- | ------------ | ----------------------------------------------------------------------- |
| Fluor   | −1                                  | Flusssäure           | {\displaystyle {\ce {HF_{(aq)}}}} | Fluoride     | Wässrige Lösung von Fluorwasserstoff                                    |
| Fluor   | −1                                  | Hypofluorige Säure   | {\displaystyle {\ce {HOF}}} | Hypofluorite |                                                                         |
| Chlor   | −1                                  | Salzsäure            | {\displaystyle {\ce {HCl_{(aq)}}}} | Chloride     | Wässrige Lösung von Chlorwasserstoff                                    |
| Chlor   | +1                                  | Hypochlorige Säure   | {\displaystyle {\ce {HClO}}} | Hypochlorite |                                                                         |
| Chlor   | +3                                  | Chlorige Säure       | {\displaystyle {\ce {HClO2}}} | Chlorite     |                                                                         |
| Chlor   | +5                                  | Chlorsäure           | {\displaystyle {\ce {HClO3}}} | Chlorate     |                                                                         |
| Chlor   | +7                                  | Perchlorsäure        | {\displaystyle {\ce {HClO4}}} | Perchlorate  |                                                                         |
| Brom    | −1                                  | Bromwasserstoffsäure | {\displaystyle {\ce {HBr_{(aq)}}}} | Bromide      |                                                                         |
| Brom    | +1                                  | Hypobromige Säure    | {\displaystyle {\ce {HBrO}}} | Hypobromite  |                                                                         |
| Brom    | +3                                  | Bromige Säure        | {\displaystyle {\ce {HBrO2}}} | Bromite      |                                                                         |
| Brom    | +5                                  | Bromsäure            | {\displaystyle {\ce {HBrO3}}} | Bromate      |                                                                         |
| Brom    | +7                                  | Perbromsäure         | {\displaystyle {\ce {HBrO4}}} | Perbromate   |                                                                         |
| Iod     | −1                                  | Iodwasserstoffsäure  | {\displaystyle {\ce {HI_{(aq)}}}} | Iodide       | Wässrige Lösung von Iodwasserstoff                                      |
| Iod     | +1                                  | Hypoiodige Säure     | {\displaystyle {\ce {HIO}}} | Hypoiodite   |                                                                         |
| Iod     | +3                                  | Iodige Säure         | {\displaystyle {\ce {HIO2}}} | Iodite       |                                                                         |
| Iod     | +5                                  | Iodsäure             | {\displaystyle {\ce {HIO3}}} | Iodate       |                                                                         |
| Iod     | +7                                  | Periodsäure          | {\displaystyle {\ce {HIO4}}} (Metaperiodsäure), {\displaystyle {\ce {H5IO6}}} (Orthoperiodsäure), {\displaystyle {\ce {H7I3O14}}} (Triperiodsäure) | Periodate    | Es gibt verschiedenartige Periodate, weil es mehrere Periodsäuren gibt. |

### Säuren derChalkogene
| Element  | Oxidationszustand | Trivialname             | Formel                         | Salze             | Bemerkungen                                           |
| -------- | ----------------- | ----------------------- | ------------------------------ | ----------------- | ----------------------------------------------------- |
| Schwefel | −2                | Schwefelwasserstoff     | {\displaystyle {\ce {H2S}}}    | Sulfide           |                                                       |
| Schwefel | +2                | Sulfoxylsäure           | {\displaystyle {\ce {H2SO2}}}  | Sulfoxylate       |                                                       |
| Schwefel | −1 / +5           | Thioschwefelsäure       | {\displaystyle {\ce {H2S2O3}}} | Thiosulfate       |                                                       |
| Schwefel | +3                | Dithionige Säure        | {\displaystyle {\ce {H2S2O4}}} |                   |                                                       |
| Schwefel | +3 / +5           | Dischweflige Säure      | {\displaystyle {\ce {H2S2O5}}} | Disulfite         |                                                       |
| Schwefel | +4                | Schweflige Säure        | {\displaystyle {\ce {H2SO3}}}  | Sulfite           | Entsteht durch Reaktion von Schwefeldioxid mit Wasser |
| Schwefel | +5                | Dithionsäure            | {\displaystyle {\ce {H2S2O6}}} | Dithionate        |                                                       |
| Schwefel | +6                | Schwefelsäure           | {\displaystyle {\ce {H2SO4}}}  | Sulfate           | Wird mithilfe von Schwefeltrioxid hergestellt         |
| Schwefel | +6                | Dischwefelsäure         | {\displaystyle {\ce {H2S2O7}}} | Disulfate         |                                                       |
| Schwefel | +6                | Peroxomonoschwefelsäure | {\displaystyle {\ce {H2SO5}}}  | Peroxomonosulfate |                                                       |
| Schwefel | +6                | Peroxodischwefelsäure   | {\displaystyle {\ce {H2S2O8}}} | Peroxodisulfate   |                                                       |
| Selen    | −2                | Selenwasserstoff        | {\displaystyle {\ce {H2Se}}}   | Selenide          |                                                       |
| Selen    | +4                | Selenige Säure          | {\displaystyle {\ce {H2SeO3}}} | Selenite          |                                                       |
| Selen    | +6                | Selensäure              | {\displaystyle {\ce {H2SeO4}}} | Selenate          |                                                       |
| Tellur   | -2                | Tellurwasserstoff       | {\displaystyle {\ce {H2Te}}}   | Telluride         |                                                       |
| Tellur   | +4                | Tellurige Säure         | {\displaystyle {\ce {H2TeO3}}} | Tellurite         |                                                       |
| Tellur   | +6                | Tellursäure             | {\displaystyle {\ce {H6TeO6}}} | Tellurate         |                                                       |

### Säuren derStickstoffgruppe
| Element    | Oxidationszustand | Trivialname                   | Formel                             | Salze                 | Bemerkungen                                    |
| ---------- | ----------------- | ----------------------------- | ---------------------------------- | --------------------- | ---------------------------------------------- |
| Stickstoff | −2 / −3 / −4      | Stickstoffwasserstoffsäure    | {\displaystyle {\ce {HN3}}}        | Azide                 | Wird mithilfe von Hydrazin hergestellt         |
| Stickstoff | +1                | Hyposalpetrige Säure          | {\displaystyle {\ce {H2N2O2}}}     | Hyponitrite           |                                                |
| Stickstoff | +3                | Salpetrige Säure              | {\displaystyle {\ce {HNO2}}}       | Nitrite               | Wird mithilfe von Stickstoffdioxid hergestellt |
| Stickstoff | +5                | Salpetersäure                 | {\displaystyle {\ce {HNO3}}}       | Nitrate               |                                                |
| Stickstoff | +5                | Peroxosalpetersäure           | {\displaystyle {\ce {HNO4}}}       | Peroxonitrate         |                                                |
| Phosphor   | +1                | Phosphinsäure                 | {\displaystyle {\ce {H3PO2}}}      | Phosphinate           |                                                |
| Phosphor   | +3                | Phosphonsäure Phosphorigsäure | {\displaystyle {\ce {H3PO3}}}      | Phosphonate Phosphite |                                                |
| Phosphor   | +5                | Hypodiphosphonsäure           | {\displaystyle {\ce {H4P2O4}}}     | Hypodiphosphonate     |                                                |
| Phosphor   | +5                | Diphosphonsäure               | {\displaystyle {\ce {H4P2O5}}}     | Diphosphonate         |                                                |
| Phosphor   | +5                | Phosphorsäure                 | {\displaystyle {\ce {H3PO4}}}      | Phosphate             | Wird mithilfe von Phosphorpentoxid hergestellt |
| Phosphor   | +4                | Hypodiphosphorsäure           | {\displaystyle {\ce {H4P2O6}}}     | Hypodiphosphate       |                                                |
| Phosphor   | +5                | Diphosphorsäure               | {\displaystyle {\ce {H4P2O7}}}     | Diphosphate           |                                                |
| Phosphor   | +5                | Peroxophosphorsäure           | {\displaystyle {\ce {H3PO5}}}      | Peroxophosphate       |                                                |
| Phosphor   | +5                | Peroxodiphosphorsäure         | {\displaystyle {\ce {H4P2O8}}}     | Peroxodiphosphate     |                                                |
| Arsen      | +3                | Arsenige Säure                | {\displaystyle {\ce {H3AsO3}}}     | Arsenite              |                                                |
| Arsen      | +5                | Arsensäure                    | {\displaystyle {\ce {H3AsO4}}}     | Arsenate              |                                                |
| Antimon    | +3                | Antimonige Säure              | {\displaystyle {\ce {H3SbO3}}}     | Antimonite            |                                                |
| Antimon    | +5                | Antimonsäure                  | {\displaystyle {\ce {H[Sb(OH)6]}}} | Antimonate            |                                                |

### Säuren derKohlenstoff-undBor-Gruppe
| Element     | Oxidationszustand | Trivialname        | Formel                          | Salze           | Bemerkungen                                              |
| ----------- | ----------------- | ------------------ | ------------------------------- | --------------- | -------------------------------------------------------- |
| Kohlenstoff | +4                | Kohlensäure        | {\displaystyle {\ce {H2CO3}}}   | Carbonate       | Entsteht durch Reaktion von Kohlenstoffdioxid mit Wasser |
| Silicium    | +4                | Metakieselsäure    | {\displaystyle {\ce {H2SiO3}}}  | Metasilicate    |                                                          |
| Silicium    | +4                | Orthokieselsäure   | {\displaystyle {\ce {H4SiO4}}}  | Orthosilicate   |                                                          |
| Silicium    | +4                | Orthodikieselsäure | {\displaystyle {\ce {H6Si2O7}}} | Orthodisilicate |                                                          |
| Bor         | +3                | Borsäure           | {\displaystyle {\ce {H3BO3}}}   | Borate          |                                                          |

### Säuren derÜbergangsmetalle
| Element    | Oxidationszustand | Trivialname              | Formel                            | Salze               |
| ---------- | ----------------- | ------------------------ | --------------------------------- | ------------------- |
| Gold       | +4                | Tetrachlorogoldsäure     | {\displaystyle {\ce {H[AuCl4]}}}  | Tetrachloroaurate   |
| Iridium    | +4                | Hexachloroiridiumsäure   | {\displaystyle {\ce {H2[IrCl6]}}} | Hexachloroiridate   |
| Platin     | +4                | Hexachloroplatinsäure    | {\displaystyle {\ce {H2[PtCl6]}}} | Hexachloroplatinate |
| Platin     | +4                | Platinsäure              | {\displaystyle {\ce {H2Pt(OH)6}}} | Platinate           |
| Osmium     | +4                | Hexachloroosmiumsäure    | {\displaystyle {\ce {H2[OsCl6]}}} | Hexachloroosmate    |
| Titan      | +4                | Hexafluorotitansäure     | {\displaystyle {\ce {H2[TiF6]}}}  | Hexafluorotitanate  |
| Zirconium  | +4                | Hexafluorozirconiumsäure | {\displaystyle {\ce {H2[ZrF6]}}}  | Hexafluorozirconate |
| Vanadium   | +5                | Vanadiumsäure            | {\displaystyle {\ce {H3VO4}}}     | Vanadate            |
| Chrom      | +6                | Chromsäure               | {\displaystyle {\ce {H2CrO4}}}    | Chromate            |
| Chrom      | +6                | Dichromsäure             | {\displaystyle {\ce {H2Cr2O7}}}   | Dichromate          |
| Molybdän   | +6                | Molybdänsäure            | {\displaystyle {\ce {H2MoO4}}}    | Molybdate           |
| Wolfram    | +6                | Wolframsäure             | {\displaystyle {\ce {H2WO4}}}     | Wolframate          |
| Mangan     | +6                | Mangansäure              | {\displaystyle {\ce {H2MnO4}}}    | Manganate           |
| Mangan     | +7                | Permangansäure           | {\displaystyle {\ce {HMnO4}}}     | Permanganate        |
| Rhenium    | +7                | Perrheniumsäure          | {\displaystyle {\ce {HReO4}}}     | Perrhenate          |
| Technetium | +7                | Pertechnetiumsäure       | {\displaystyle {\ce {HTcO4}}}     | Pertechnetate       |

### Sonstige Säuren
| Trivialname                    | Formel                                                   | Salze          |
| ------------------------------ | -------------------------------------------------------- | -------------- |
| Amidosulfonsäure               | H2N-SO2-OH                                               | Amidosulfonate |
| Cyanwasserstoff                | HCN                                                      | Cyanide        |
| Cyansäure                      | HOCN                                                     | Cyanate        |
| Fulminsäure / Knallsäure       | HCNO                                                     | Fulminate      |
| Isocyansäure                   | HNCO                                                     | Cyanate        |
| Isofulminsäure / Isoknallsäure | HONC                                                     | Fulminate      |
| Thiocyansäure                  | HSCN                                                     | Thiocyanate    |
| Königswasser                   | Mischung aus 3 Teilen Salzsäure und 1 Teil Salpetersäure |                |

## Organische Säuren (Auswahl)

### KurzkettigealiphatischeCarbonsäuren und Derivate
| Ausgangsalkan    | gesättigte Carbonsäure        | ungesättigte Carbonsäuren                                                                                                | gesättigte Dicarbonsäuren       | ungesättigte Dicarbonsäuren                                                            | Sauerstoffhaltige Derivate |
| ---------------- | ----------------------------- | --- | ------------------------------- | -------------------------------------------------------------------------------------- | --- |
| Methan (CH4)     | Ameisensäure HCOOH            | – | –                               | –                                                                                      | – |
| Ethan (C2H6)     | Essigsäure H3C-COOH           | – | Oxalsäure HOOC-COOH             | –                                                                                      | Glycolsäure HOCH2-COOH Glyoxalsäure O=CH-COOH |
| Propan (C3H8)    | Propionsäure H3C-CH2-COOH     | Acrylsäure H2C=CH-COOH                                                                                                   | Malonsäure HOOC-CH2-COOH        | –                                                                                      | Milchsäure H3C-CH(OH)-COOH Tartronsäure HOOC-CH(OH)-COOH |
| n-Butan (C4H10)  | Buttersäure H3C-(CH2)2-COOH   | Crotonsäure H3C-CH=CH-COOH (cis-Stellung) Isocrotonsäure H3C-CH=CH-COOH (trans-Stellung) Vinylessigsäure H2C=CH-CH2-COOH | Bernsteinsäure HOOC-(CH2)2-COOH | Maleinsäure HOOC-CH=CH-COOH (cis-Stellung) Fumarsäure HOOC-CH=CH-COOH (trans-Stellung) | Gamma-Hydroxybuttersäure HO-(CH2)3-COOH Äpfelsäure HOOC-CH(OH)-CH2-COOH Weinsäure HOOC-CH(OH)-CH(OH)-COOH Oxalessigsäure HOOC-CH2-CO-COOH Quadratsäure C4H2O4           |
| n-Pentan (C5H12) | Valeriansäure H3C-(CH2)3-COOH | Allylessigsäure H2C=CH-(CH2)2-COOH                                                                                       | Glutarsäure HOOC-(CH2)3-COOH    | –                                                                                      | α-Ketoglutarsäure HOOC-CH2-CH2-CO-COOH Zitronensäure HOOC-CH2-C(OH)(COOH)-CH2-COOH Isocitronensäure HOOC-CH(OH)-CH(COOH)-CH2-COOH Aconitsäure HOOC-CH=CH(COOH)-CH2-COOH |
| n-Hexan (C6H14)  | Capronsäure H3C-(CH2)4-COOH   | Sorbinsäure H3C-CH=CH-CH=CH-COOH (trans-Stellung)                                                                        | Adipinsäure HOOC-(CH2)4-COOH    | –                                                                                      | Gluconsäure HO-CH2-(CH(OH))4-COOH |
| n-Heptan (C7H16) | Önanthsäure H3C-(CH2)5-COOH   | – | Pimelinsäure HOOC-(CH2)5-COOH   | –                                                                                      | – |
| n-Octan (C8H18)  | Caprylsäure H3C-(CH2)6-COOH   | – | Suberinsäure HOOC-(CH2)6-COOH   | –                                                                                      | – |
| n-Nonan (C9H20)  | Pelargonsäure H3C-(CH2)7-COOH | – | Azelainsäure HOOC-(CH2)7-COOH   | –                                                                                      | – |
| n-Decan (C10H22) | Caprinsäure H3C-(CH2)8-COOH   | – | Sebacinsäure HOOC-(CH2)8-COOH   | –                                                                                      | – |

### WeitereCarbonsäurenundDerivate
| Trivialname (IUPAC-Name) | Formel           | Salze            | Bemerkungen                                                                           |
| ------------------------ | ---------------- | ---------------- | ------------------------------------------------------------------------------------- |
| Abietinsäure             | C20H30O2         | Abietate         | Bestandteil von Baumharz                                                              |
| Acetylsalicylsäure       | HOOC-C6H4-COOCH3 | Acetylsalicylate | Der medizinische Wirkstoff Aspirin. Ein Derivat der Salicylsäure und der Benzoesäure. |
| Barbitursäure            | C4H4N2O3         | Barbiturate      |                                                                                       |
| Benzoesäure              | C6H5COOH         | Benzoate         | Ein Derivat von Benzol                                                                |
| Bicinchoninsäure         | C20H12N2O4       |                  |                                                                                       |
| Chinasäure               | C6H7(OH)4COOH    |                  |                                                                                       |
| Chorisminsäure           | C10H10O6         | Chorismate       |                                                                                       |
| Clavulansäure            | C8H9NO5          | Clavulanate      |                                                                                       |
| Ellagsäure               | C14H6O8          |                  |                                                                                       |
| Fusarinsäure             | C10H13NO2        |                  |                                                                                       |
| Fusidinsäure             | C31H48O6         | Fusidate         |                                                                                       |
| Gallussäure              | C7H6O5           | Gallate          |                                                                                       |
| Harnsäure                | C5H4N4O3         | Urate            |                                                                                       |
| Hippursäure              | C9H9NO3          |                  |                                                                                       |
| Ibotensäure              | C5H6N2O4         |                  | Ein Pilzgift, das unter anderem im Fliegenpilz enthalten ist                          |
| Indol-3-essigsäure       | C10H9NO2         |                  |                                                                                       |
| Mandelsäure              | C8H8O3           |                  |                                                                                       |
| N-Acetylneuraminsäure    | C10H19NO9        |                  |                                                                                       |
| Phenylessigsäure         | C8H8O2           |                  |                                                                                       |
| Phthalsäure              | C8H6O4           | Phthalate        |                                                                                       |
| Pikrinsäure              | C6H3N3O7         | Pikrate          |                                                                                       |
| Salicylsäure             | C7H6O3           | Salicylate       | Ist der Benzoesäure sehr ähnlich                                                      |
| Shikimisäure             | C7H10O5          | Shikimate        |                                                                                       |
| Styphninsäure            | C6H3N3O8         | Styphnate        |                                                                                       |
| Sulfanilsäure            | C6H7NO3S         |                  |                                                                                       |
| Terephthalsäure          | C8H6O4           | Terephtalate     |                                                                                       |
| Tetrahydrofolsäure       | C19H23N7O6       |                  |                                                                                       |
| Vulpinsäure              | C19H14O5         |                  |                                                                                       |
| Zimtsäure                | C9H8O2           |                  |                                                                                       |

### Aminosäuren
Hier sind nur Aminosäuren mit einem sauren Charakter angegeben.
| Trivialname (IUPAC-Name) | Formel                    | Salze     |
| ------------------------ | ------------------------- | --------- |
| Asparaginsäure           | HOOC-CH2-CH(NH2)-COOH     | Aspartate |
| Carbamidsäure            | H2N-COOH                  | Carbamate |
| Glutaminsäure            | HOOC-CH2-CH2-CH(NH2)-COOH | Glutamate |

### Weitere Carbonsäurederivate
Hier sind weitere Derivate der Carbonsäuren angegeben, welche Fremdatome wie Halogene, Schwefel oder Phosphor enthalten.
| Trivialname (IUPAC-Name) | Formel     | Salze            |
| ------------------------ | ---------- | ---------------- |
| Chloressigsäure          | CH2Cl-COOH | Monochloracetate |
| Fluoressigsäure          | CH2F-COOH  | Monofluoracetate |
| Trichloressigsäure       | Cl3C-COOH  | Trichloracetate  |
| Trifluoressigsäure       | F3C-COOH   | Trifluoracetate  |

## Alphabetische Liste von Trivialnamen (Auswahl)
Anmerkung: Sehr lange IUPAC-Namen sind hier teilweise weggelassen worden. Sie können im Artikel zur jeweiligen Säure nachgelesen werden.
| Trivialname                | IUPAC-Name                                                                | Stäbchenmodell | Strukturformel | Formel                                                   | Charakteristische Elemente        | Säurekonstanten (pKs)  | Salze               | Bemerkungen                                                                           |
| -------------------------- | ------------------------------------------------------------------------- | -------------- | -------------- | -------------------------------------------------------- | --------------------------------- | ---------------------- | ------------------- | ------------------------------------------------------------------------------------- |
| Abietinsäure               | Abieta-7,14-dien-19-carbonsäure                                           |                |                | C20H30O2                                                 | Kohlenstoff                       |                        | Abietate            | Bestandteil von Baumharz                                                              |
| Acetylsalicylsäure         | 2-(Acetyloxy)benzoesäure                                                  |                |                | HOOC-C6H4-COOCH3                                         | Kohlenstoff                       | 3,49                   | Acetylsalicylate    | Der medizinische Wirkstoff Aspirin. Ein Derivat der Salicylsäure und der Benzoesäure. |
| Acrylsäure                 | Propensäure                                                               |                |                | H2C=CH-COOH                                              | Kohlenstoff                       | 4,26                   | Acrylate            | Eine einfach ungesättigte Carbonsäure                                                 |
| Adipinsäure                | Hexandisäure                                                              |                |                | HOOC-(CH2)4-COOH                                         | Kohlenstoff                       | 4,43; 5,42             | Adipate             | Eine Dicarbonsäure                                                                    |
| Äpfelsäure                 | 2-Hydroxybutandisäure                                                     |                |                | HOOC-CH2-CH(OH)-COOH                                     | Kohlenstoff                       | 3,46; 5,10             | Malate              | Eine Dicarbonsäure                                                                    |
| Alendronsäure              | 4-Amino-1-hydroxybutyliden -Diphosphonsäure                               |                |                | C4H13NO7P2                                               | Kohlenstoff, Stickstoff, Phosphor | 2,72                   | Alendronate         |                                                                                       |
| Ameisensäure               | Methansäure                                                               |                |                | HCOOH                                                    | Kohlenstoff                       | 3,77                   | Formiate            | Die einfachsteCarbonsäure und Alkansäure                                              |
| Amidosulfonsäure           | Amidoschwefelsäure                                                        |                |                | H2N-SO2-OH                                               | Stickstoff, Schwefel              | 1,0                    | Amidosulfonate      | Kommt beiStandardbedingungen nur als Zwitterion+H3N-SO3− vor                          |
| Antimonige Säure           |                                                                           |                |                | H3SbO3                                                   | Antimon                           |                        | Antimonite          |                                                                                       |
| Antimonsäure               | Hexahydroxoantimon(V)-säure                                               |                |                | H[Sb(OH)6]                                               | Antimon                           | 2,55                   | Antimonate          |                                                                                       |
| Arachidonsäure             | 5,8,11,14-Eicosatetraensäure                                              |                |                | C20H32O2                                                 | Kohlenstoff                       | 4,752                  |                     |                                                                                       |
| Arachinsäure               | Eicosansäure                                                              |                |                | H3C-(CH2)18-COOH                                         | Kohlenstoff                       |                        | Arachinoate         | Eine gesättigte Fettsäure und Alkansäure                                              |
| Arsenige Säure             | Trihydrogenarsenit                                                        |                |                | H3AsO3                                                   | Arsen                             |                        | Arsenite            |                                                                                       |
| Arsensäure                 | Trihydrogenarsenat                                                        |                |                | H3AsO4                                                   | Arsen                             | 2,26; 6,76; 11,29      | Arsenate            |                                                                                       |
| Ascorbinsäure              | (5R)-5-[(1S)-1,2-Dihydroxyethyl]- 3,4-dihydroxy-5-hydrofuran-2-on         |                |                | C6H8O6                                                   | Kohlenstoff                       | 4,25                   | Ascorbate           | Wird auch Vitamin C genannt                                                           |
| Barbitursäure              | 2,4,6-Trihydroxy-pyrimidin                                                |                |                | C4H4N2O3                                                 | Kohlenstoff, Stickstoff           | 4,01                   | Barbiturate         | Ein Derivat des Harnstoffs                                                            |
| Behensäure                 | Docosansäure                                                              |                |                | H3C-(CH2)20-COOH                                         | Kohlenstoff                       |                        | Behenate            | Eine gesättigte Fettsäure und Alkansäure                                              |
| Benzoesäure                | Benzolcarbonsäure                                                         |                |                | C6H5COOH                                                 | Kohlenstoff                       | 4,2                    | Benzoate            | Ein Derivat von Benzol                                                                |
| Bernsteinsäure             | Butandisäure                                                              |                |                | HOOC-(CH2)2-COOH                                         | Kohlenstoff                       | 4,16; 5,61             | Succinate           | Eine Dicarbonsäure                                                                    |
| Blausäure                  | Cyanwasserstoff                                                           |                |                | HCN                                                      | Kohlenstoff, Stickstoff           | 9,40                   | Cyanide             |                                                                                       |
| Bicinchoninsäure           | 2,2'-Bichinolin-4,4'-dicarbonsäure                                        |                |                | C20H12N2O4                                               | Kohlenstoff, Stickstoff           |                        |                     | Eine Dicarbonsäure                                                                    |
| Borsäure                   | Trihydrogenborat                                                          |                |                | H3BO3                                                    | Bor                               | 9,24; 12,4; 13,3       | Borate              |                                                                                       |
| Brenztraubensäure          | 2-Oxopropansäure                                                          |                |                | CH3-CO-COOH                                              | Kohlenstoff                       | 2,49                   | Pyruvate            | Die einfachste Ketosäure                                                              |
| Bromige Säure              | Hydrogenbromit                                                            |                |                | HBrO2                                                    | Brom                              |                        | Bromite             |                                                                                       |
| Bromsäure                  | Hydrogenbromat                                                            |                |                | HBrO3                                                    | Brom                              | −2,0                   | Bromate             |                                                                                       |
| Bromwasserstoffsäure       | Hydrogenbromid                                                            |                |                | HBr(aq)                                                  | Brom                              | −9,0                   | Bromide             | Wässrige Lösung von Bromwasserstoff. Eine Supersäure.                                 |
| Buttersäure                | Butansäure                                                                |                |                | H3C-(CH2)2-COOH                                          | Kohlenstoff                       | 4,82                   | Butyrate            | Eine gesättigte Fettsäure und Alkansäure                                              |
| Caprinsäure                | Decansäure                                                                |                |                | H3C-(CH2)8-COOH                                          | Kohlenstoff                       | 4,9                    | Decanoate           | Eine gesättigte Fettsäure und Alkansäure                                              |
| Capronsäure                | Hexansäure                                                                |                |                | H3C-(CH2)4-COOH                                          | Kohlenstoff                       | 4,85                   | Hexanoate           | Eine gesättigte Fettsäure und Alkansäure                                              |
| Caprylsäure                | Octansäure                                                                |                |                | H3C-(CH2)6-COOH                                          | Kohlenstoff                       | 4,89                   | Caprate             | Eine gesättigte Fettsäure und Alkansäure                                              |
| Carbaminsäure              | Aminomethansäure                                                          |                |                | H2N-COOH                                                 | Kohlenstoff, Stickstoff           |                        | Carbamate           | Eine Aminosäure                                                                       |
| Cerotinsäure               | Hexacosansäure                                                            |                |                | C25H51COOH                                               | Kohlenstoff                       |                        | Hexacosanoate       | Eine gesättigte Fettsäure und Alkansäure                                              |
| Chinasäure                 | 1,3,4,5-Tetrahydroxy-cyclohexan-1-carbonsäure                             |                |                | C6H7(OH)4COOH                                            | Kohlenstoff                       |                        |                     |                                                                                       |
| Chloressigsäure            | Monochlorethansäure                                                       |                |                | H2ClC-COOH                                               | Kohlenstoff, Chlor                | 2,87                   | Monochloracetate    |                                                                                       |
| Chlorige Säure             | Hydrogenchlorit                                                           |                |                | HClO2                                                    | Chlor                             | 1,97                   | Chlorite            |                                                                                       |
| Chlorsäure                 | Hydrogenchlorat                                                           |                |                | HClO3                                                    | Chlor                             | −2,7                   | Chlorate            |                                                                                       |
| Chorisminsäure             | (3R)-trans-(1-Carboxyvinyloxy) -4-hydroxy-1,5-cyclohexadien-1-carbonsäure |                |                | C10H10O6                                                 | Kohlenstoff                       |                        | Chorismate          |                                                                                       |
| Chromsäure                 | Dihydrogenchromat                                                         |                |                | H2CrO4                                                   | Chrom                             | −0,8; 1,6              | Chromate            |                                                                                       |
| Citronensäure              | 3-Carboxy-3-hydroxy-pentan-1,5-disäure                                    |                |                | HOOC-CH2-C(OH)(COOH)-CH2-COOH                            | Kohlenstoff                       | 3,13; 4,76; 6,4        | Citrate             | Eine Tricarbonsäure                                                                   |
| Clavulansäure              | –                                                                         |                |                | C8H9NO5                                                  | Kohlenstoff, Stickstoff           |                        | Clavulanate         |                                                                                       |
| Cyansäure                  | Hydrogencyanat                                                            |                |                | HOCN                                                     | Kohlenstoff, Stickstoff           |                        | Cyanate             |                                                                                       |
| Dichromsäure               | Dihydrogendichromat                                                       |                |                | H2Cr2O7                                                  | Chrom                             |                        | Dichromate          |                                                                                       |
| Diphosphonsäure            | Hydrogendiphosphonat                                                      |                |                | H4P2O5                                                   | Phosphor                          |                        | Diphosphonate       |                                                                                       |
| Diphosphorsäure            | Hydrogendiphosphate                                                       |                |                | H4P2O7                                                   | Phosphor                          | 1,52; 2,36; 6,60; 9,25 | Diphosphate         |                                                                                       |
| Dischwefelsäure            | Dihydrogendisulfat                                                        |                |                | H2S2O7                                                   | Schwefel                          |                        | Disulfate           |                                                                                       |
| Ellagsäure                 | –                                                                         |                |                | C14H6O8                                                  | Kohlenstoff                       |                        |                     |                                                                                       |
| Erucasäure                 | cis-13-Docosensäure                                                       |                |                | H3C-(CH2)7-CH=CH-(CH2)11-COOH                            | Kohlenstoff                       |                        |                     | Eine einfach ungesättigte Fettsäure                                                   |
| Essigsäure                 | Ethansäure                                                                |                |                | CH3COOH                                                  | Kohlenstoff                       | 4,76                   | Acetate             | Eine Alkansäure                                                                       |
| Fluoressigsäure            | Monofluorethansäure                                                       |                |                | CH2F-COOH                                                | Kohlenstoff, Fluor                | 2,59                   | Monofluoracetate    |                                                                                       |
| Fluorsulfonsäure           |                                                                           |                |                | HSO3F                                                    | Schwefel, Fluor                   | −10,0                  |                     | Eine Supersäure                                                                       |
| Flusssäure                 | Fluorwasserstoffsäure/Hydrogenfluorid                                     |                |                | HF(aq)                                                   | Fluor                             | 3,17                   | Fluoride            | Wässrige Lösung von Fluorwasserstoff                                                  |
| Fumarsäure                 | (2E)-But-2-endisäure                                                      |                |                | HOOC-CH=CH-COOH                                          | Kohlenstoff                       | 3,02; 4,38             | Fumarate            | Eine einfach ungesättigte Dicarbonsäure                                               |
| Fusarinsäure               | 5-Butyl-pyridin-2-carbonsäure                                             |                |                | C10H13NO2                                                | Kohlenstoff, Stickstoff           |                        |                     |                                                                                       |
| Fusidinsäure               | –                                                                         |                |                | C31H48O6                                                 | Kohlenstoff                       |                        | Fusidate            |                                                                                       |
| Gallussäure                | 3,4,5-Trihydroxybenzoesäure                                               |                |                | C7H6O5                                                   | Kohlenstoff                       |                        | Gallate             |                                                                                       |
| Gamma-Aminobuttersäure     | 4-Aminobutansäure                                                         |                |                | H2N-(CH2)3-COOH                                          | Kohlenstoff, Stickstoff           | 4,05                   |                     | Eine Aminosäure                                                                       |
| Gamma-Hydroxybuttersäure   | 4-Hydroxybutansäure                                                       |                |                | HO-(CH2)3-COOH                                           | Kohlenstoff                       |                        | 4-Hydroxybutyrate   |                                                                                       |
| Gondosäure                 | Eicos-11-ensäure                                                          |                |                | H3C-(CH2)7-CH=CH-(CH2)9-COOH                             | Kohlenstoff                       |                        |                     | Eine einfach ungesättigte Fettsäure                                                   |
| Glucarsäure                | (2S,3S,4S,5R)-2,3,4,5-Tetrahydroxyhexan-1,6-disäure                       |                |                | C6H10O8                                                  | Kohlenstoff                       |                        | Glucarate           | Eine Dicarbonsäure                                                                    |
| Gluconsäure                | 2,3,4,5,6-Pentahydroxyhexansäure                                          |                |                | C6H12O7                                                  | Kohlenstoff                       |                        | Gluconate           |                                                                                       |
| Glutarsäure                | Pentandisäure                                                             |                |                | HOOC-(CH2)3-COOH                                         | Kohlenstoff                       | 4,32; 5,42             | Glutarate           | Eine Dicarbonsäure                                                                    |
| Glycolsäure                | Hydroxyethansäure                                                         |                |                | HOCH2-COOH                                               | Kohlenstoff                       | 3,83                   | Glycolate           |                                                                                       |
| Glyoxalsäure               | Ethanalsäure                                                              |                |                | O=CH-COOH                                                | Kohlenstoff                       | 3,18; 3,32             | Glyoxylate          |                                                                                       |
| Harnsäure                  | 2,6,8-Trihydroxypurin                                                     |                |                | C5H4N4O3                                                 | Kohlenstoff, Stickstoff           | 5,75                   | Urate               |                                                                                       |
| Hexachloroiridiumsäure     | Dihydrogenhexachloriridat                                                 |                |                | H2[IrCl6]                                                | Iridium, Chlor                    |                        | Hexachloroiridate   |                                                                                       |
| Hexachloroosmiumsäure      | Dihydrogenhexachlorosmat                                                  |                |                | H2[OsCl6]                                                | Iridium, Chlor                    |                        | Hexachloroosmate    |                                                                                       |
| Hexachloroplatinsäure      | Dihydrogenhexachlorplatinat                                               |                |                | H2[PtCl6]                                                | Platin, Chlor                     |                        | Hexachloroplatinate |                                                                                       |
| Hexafluorantimonsäure      |                                                                           |                |                | H[SbF6]                                                  | Antimon, Fluor                    |                        |                     |                                                                                       |
| Hexafluorotitansäure       | Dihydrogenhexafluorotitanat                                               |                |                | H2[TiF6]                                                 | Titan, Fluor                      |                        | Hexafluorotitanate  |                                                                                       |
| Hexafluorozirconiumsäure   | Dihydrogenhexafluorozirconat                                              |                |                | H2[ZrF6]                                                 | Zirconium, Fluor                  |                        | Hexafluorozirconate |                                                                                       |
| Hippursäure                | –                                                                         |                |                | C9H9NO3                                                  | Kohlenstoff, Stickstoff           |                        |                     |                                                                                       |
| Hypochlorige Säure         | Hydrogenhypochlorit                                                       |                |                | HClO                                                     | Chlor                             | 7,54                   | Hypochlorite        |                                                                                       |
| Hypodiphosphonsäure        | Tetrahydrogenhypodiphosphonat                                             |                |                | H4P2O4                                                   | Phosphor                          |                        | Hypodiphosphonate   |                                                                                       |
| Hypodiphosphorsäure        | Tetrahydrogenhypodiphosphat                                               |                |                | H4P2O6                                                   | Phosphor                          |                        | Hypodiphosphate     |                                                                                       |
| Hyposalpetrige Säure       | Dihydrogenhyponitrit                                                      |                |                | H2N2O2                                                   | Stickstoff                        | 7,21; 11,54            | Hyponitrite         |                                                                                       |
| Ibotensäure                | α-Amino-3-hydroxy-5-isoxazolessigsäure                                    |                |                | C5H6N2O4                                                 | Kohlenstoff, Stickstoff           |                        |                     | Ein Pilzgift, das unter anderem im Fliegenpilz enthalten ist                          |
| Indol-3-essigsäure         | 1H-Indol-3-Ethansäure                                                     |                |                | C10H9NO2                                                 | Kohlenstoff, Stickstoff           | 4,75                   |                     |                                                                                       |
| Iodsäure                   | Hydrogeniodat                                                             |                |                | HIO3                                                     | Iod                               | 0,804                  | Iodate              |                                                                                       |
| Iodwasserstoffsäure        | Hydrogeniodid                                                             |                |                | HI(aq)                                                   | Iod                               | −10,0                  | Iodide              | Wässrige Lösung von Iodwasserstoff. Eine Supersäure.                                  |
| Isocitronensäure           | 3-Carboxy-2-hydroxy-pentan-1,5-disäure                                    |                |                | C6H8O7                                                   | Kohlenstoff                       |                        | Isocitrate          | Eine Tricarbonsäure                                                                   |
| Isocyansäure               | Hydrogenisocyanat                                                         |                |                | HNCO                                                     | Kohlenstoff, Stickstoff           | 3,92                   | Cyanate             |                                                                                       |
| Isophthalsäure             | 1,3-Benzoldicarbonsäure                                                   |                |                | C8H6O4                                                   | Kohlenstoff                       | 3,62; 4,60             | Isophtalate         | Eine Dicarbonsäure                                                                    |
| α-Ketoglutarsäure          | 2-Oxopentandisäure                                                        |                |                | C5H6O5                                                   | Kohlenstoff                       |                        | α-Ketoglutarate     | Eine Dicarbonsäure und Ketosäure                                                      |
| Kieselsäure                |                                                                           |                |                | H4SiO4                                                   | Silicium                          |                        | Silicate            | Es gibt mehrere Kieselsäuren.                                                         |
| Knallsäure                 | Oxidoazaniumylidynemethan                                                 |                |                | HCNO                                                     | Kohlenstoff, Stickstoff           |                        | Fulminate           |                                                                                       |
| Königswasser               | –                                                                         |                |                | Mischung aus 3 Teilen Salzsäure und 1 Teil Salpetersäure |                                   |                        |                     |                                                                                       |
| Kohlensäure                | Dihydrogencarbonat                                                        |                |                | H2CO3                                                    | Kohlenstoff                       | 3,6; 10,3              | Carbonate           | Entsteht durch Reaktion von Kohlenstoffdioxid mit Wasser                              |
| Laurinsäure                | Dodecansäure                                                              |                |                | H3C-(CH2)10-COOH                                         | Kohlenstoff                       | 5,3                    | Laurate             |                                                                                       |
| Lignocerinsäure            | Tetracosansäure                                                           |                |                | H3C-(CH2)22-COOH                                         | Kohlenstoff                       |                        | Lignocerate         |                                                                                       |
| α-Linolensäure             | (all-cis)-Octadeca-9,12,15-triensäure                                     |                |                | C18H30O2                                                 | Kohlenstoff                       |                        |                     | Eine dreifach ungesättigte Fettsäure                                                  |
| Linolsäure                 | (cis,cis)-Octadeca-9,12-diensäure                                         |                |                | C18H32O2                                                 | Kohlenstoff                       | 4,77                   | Linoleate           |                                                                                       |
| Magische Säure             | –                                                                         |                |                | Mischung aus Fluorsulfonsäure und Antimon(V)-fluorid     |                                   |                        |                     |                                                                                       |
| Maleinsäure                | (2Z)-But-2-endisäure                                                      |                |                | HOOC-CH=CH-COOH                                          | Kohlenstoff                       | 1,9; 6,5               | Maleate             | Eine einfach ungesättigte Dicarbonsäure                                               |
| Malonsäure                 | Propandisäure                                                             |                |                | HOOC-CH2-COOH                                            | Kohlenstoff                       | 2,83; 5,69             | Malonate            | Eine Dicarbonsäure, die in Zuckerrüben enthalten ist                                  |
| Mandelsäure                | 2-Hydroxy-2-phenylethansäure                                              |                |                | C8H8O3                                                   | Kohlenstoff                       | 3,37                   |                     |                                                                                       |
| Mangansäure                | Hydrogenmanganat                                                          |                |                | H2MnO4                                                   | Mangan                            |                        | Manganate           |                                                                                       |
| Margarinsäure              | Heptadecansäure                                                           |                |                | H3C-(CH2)15-COOH                                         | Kohlenstoff                       |                        | Heptadecanoate      | Eine gesättigte Fettsäure und Alkansäure                                              |
| Melissinsäure              | Triacontansäure                                                           |                |                | C29H59COOH                                               | Kohlenstoff                       |                        |                     | Eine gesättigte Fettsäure und Alkansäure                                              |
| Metakieselsäure            | –                                                                         |                |                | H2SiO3                                                   | Silicium                          |                        | Metasilicate        | Eine von mehreren Kieselsäuren                                                        |
| Methansulfonsäure          | –                                                                         |                |                | CH3S-O3H                                                 | Kohlenstoff, Schwefel             | −1,9                   | Mesilate            |                                                                                       |
| Milchsäure                 | 2-Hydroxypropansäure                                                      |                |                | H3C-CH(OH)-COOH                                          | Kohlenstoff                       | 3,90                   | Lactate             | Bildet wegen ihrer optischen Aktivität die Entantiomere L-Milchsäure und D-Milchsäure |
| Molybdänsäure              | Dihydrogenmolybdat                                                        |                |                | H2MoO4                                                   | Molybdän                          | 3,7; 3,9               | Molybdate           |                                                                                       |
| Montansäure                | Octacosansäure                                                            |                |                | C27H55COOH                                               | Kohlenstoff                       |                        | Montanoate          | Eine gesättigte Fettsäure und Alkansäure                                              |
| Myristinsäure              | Tetradecansäure                                                           |                |                | H3C-(CH2)12-COOH                                         | Kohlenstoff                       |                        | Myristate           | Eine gesättigte Fettsäure und Alkansäure                                              |
| N-Acetylneuraminsäure      | –                                                                         |                |                | C10H19NO9                                                | Kohlenstoff, Stickstoff           |                        |                     |                                                                                       |
| Nervonsäure                | Delta-15-cis-Tetracosensäure                                              |                |                | H3C-(CH2)7-CH=CH-(CH2)13-COOH                            | Kohlenstoff                       |                        |                     | Eine einfach ungesättigte Fettsäure                                                   |
| Ölsäure                    | (9Z)-Octadec-9-ensäure                                                    |                |                | H3C-(CH2)7-CH=CH-(CH2)7-COOH                             | Kohlenstoff                       |                        | Oleate              | Eine einfach ungesättigte Fettsäure                                                   |
| Önanthsäure                | Heptansäure                                                               |                |                | H3C-(CH2)5-COOH                                          | Kohlenstoff                       | 4,89                   | Heptanoate          | Eine gesättigte Fettsäure und Alkansäure                                              |
| Orthodikieselsäure         | Hexahydrogendisilicat                                                     |                |                | H6Si2O7                                                  | Silicium                          |                        | Orthodisilicate     | Eine von mehreren Kieselsäuren                                                        |
| Orthokieselsäure           | Tetrahydrogensilicat                                                      |                |                | H4SiO4                                                   | Silicium                          |                        | Orthosilicate       | Eine von mehreren Kieselsäuren                                                        |
| Oxalessigsäure             | 2-Oxo-butandisäure                                                        |                |                | HOOC-CH2-CO-COOH                                         | Kohlenstoff                       |                        | Oxalacetate         | Eine Dicarbonsäure                                                                    |
| Oxalsäure                  | Ethandisäure                                                              |                |                | HOOC-COOH                                                | Kohlenstoff                       | 1,23; 4,19             | Oxalate             | Die einfachsteDicarbonsäure                                                           |
| Palmitinsäure              | Hexadecansäure                                                            |                |                | H3C-(CH2)14-COOH                                         | Kohlenstoff                       | 4,75                   | Palmitate           | Eine gesättigte Fettsäure und Alkansäure                                              |
| Palmitoleinsäure           | (9Z)-Hexadece-9-nsäure                                                    |                |                | H3C-(CH2)5-CH=CH-(CH2)7-COOH                             | Kohlenstoff                       |                        |                     | Eine einfach ungesättigte Fettsäure                                                   |
| Pelargonsäure              | Nonansäure                                                                |                |                | H3C-(CH2)7-COOH                                          | Kohlenstoff                       | 4,96                   | Pelargonate         | Eine gesättigte Fettsäure und Alkansäure                                              |
| Perchlorsäure              | Hydrogenperchlorat                                                        |                |                | HClO4                                                    | Chlor                             | −10,0                  | Perchlorate         | Eine Supersäure                                                                       |
| Permangansäure             | Dihydrogenpermanganat                                                     |                |                | H2MnO4                                                   | Mangan                            |                        | Permanganate        |                                                                                       |
| Peroxodischwefelsäure      | Dihydrogendipersulfat                                                     |                |                | H2S2O8                                                   | Schwefel                          |                        | Peroxodisulfate     |                                                                                       |
| Peroxodiphosphorsäure      | Tetrahydrogenperoxodiphosphat                                             |                |                | H4P2O8                                                   | Phosphor                          |                        | Peroxodiphosphate   |                                                                                       |
| Peroxophosphorsäure        | Trihydrogenperoxophosphat                                                 |                |                | H3PO5                                                    | Phosphor                          |                        | Peroxophosphate     |                                                                                       |
| Peroxosalpetersäure        | Hydrogenpernitrat                                                         |                |                | HNO4                                                     | Stickstoff                        |                        | Pernitrate          |                                                                                       |
| Perrheniumsäure            | Hydrogenperrhenat                                                         |                |                | HReO4                                                    | Rhenium                           | −1,25                  | Perrhenate          |                                                                                       |
| Pertechnetiumsäure         | Hydrogenpertechnetat                                                      |                |                | HTcO4                                                    | Technetium                        |                        | Pertechnetate       |                                                                                       |
| Perxenonsäure              | Tetrahydrogenperxenat                                                     |                |                | H4XeO6                                                   | Xenon                             |                        | Perxenate           | Enthält das Edelgas Xenon                                                             |
| Phenylessigsäure           | 1-Benzolethansäure                                                        |                |                | C8H8O2                                                   | Kohlenstoff                       | 4,28                   |                     |                                                                                       |
| Phosphinsäure              | Trihydrogenphosphinat                                                     |                |                | H3PO2                                                    | Phosphor                          | 2,0; 2,23              | Phosphinate         |                                                                                       |
| Phosphonsäure              | Trihydrogenphosphonat                                                     |                |                | H3PO3                                                    | Phosphor                          | 2,0; 6,59              | Phosphonate         |                                                                                       |
| Phosphorsäure              | Trihydrogenphosphat                                                       |                |                | H3PO4                                                    | Phosphor                          | 2,16; 7,21; 12,32      | Phosphate           | Wird mithilfe von Phosphorpentoxid hergestellt                                        |
| Phthalsäure                | 1,2-Benzoldicarbonsäure                                                   |                |                | C8H6O4                                                   | Kohlenstoff                       | 2,95; 5,41             | Phthalate           | Eine Dicarbonsäure                                                                    |
| Pikrinsäure                | 2,4,6-Trinitrophenol                                                      |                |                | C6H3N3O7                                                 | Kohlenstoff, Stickstoff           | 0,29                   | Pikrate             |                                                                                       |
| Pimelinsäure               | Heptandisäure                                                             |                |                | C7H12O4                                                  | Kohlenstoff                       | 4,47; 5,52             | Pimelate            |                                                                                       |
| Platinsäure                | Dihydrogenhexahydroxoplatinat(IV)                                         |                |                | H2Pt(OH)6                                                | Platin                            |                        | Platinate           |                                                                                       |
| Propionsäure               | Propansäure                                                               |                |                | H3C-CH2-COOH                                             | Kohlenstoff                       | 4,87                   | Propionate          | Eine Alkansäure                                                                       |
| Quadratsäure               | 3,4-Dihydroxycyclobut-3-en-1,2-dion                                       |                |                | C4H2O4                                                   | Kohlenstoff                       | 1,5; 3,4               | Quadratate          | Ein Derivat des Cyclobutens. Eine organische Säure ohne Carboxygruppe.                |
| Ricinolsäure               | 12-Hydroxy-(9Z)-octadec-9-ensäure                                         |                |                | C18H34O3                                                 | Kohlenstoff                       |                        |                     |                                                                                       |
| Salicylsäure               | 2-Hydroxybenzoesäure                                                      |                |                | C7H6O3                                                   | Kohlenstoff                       | 2,75; 12,38            | Salicylate          | Ist der Benzoesäure sehr ähnlich                                                      |
| Salpetersäure              | Hydrogennitrat                                                            |                |                | HNO3                                                     | Stickstoff                        | −1,37                  | Nitrate             | Bei dieser Verbindung tritt Mesomerie auf.                                            |
| Salpetrige Säure           | Hydrogennitrit                                                            |                |                | HNO2                                                     | Stickstoff                        | 3,29                   | Nitrite             | Wird mithilfe von Stickstoffdioxid hergestellt                                        |
| Salzsäure                  | Chlorwasserstoffsäure/Hydrogenchlorid                                     |                |                | HCl(aq)                                                  | Chlor                             | −5,9                   | Chloride            | Wässrige Lösung von Chlorwasserstoff. Eine Supersäure.                                |
| Schwefelsäure              | Dihydrogensulfat                                                          |                |                | H2SO4                                                    | Schwefel                          | −3,0; 1,9              | Sulfate             | Wird mithilfe von Schwefeltrioxid hergestellt                                         |
| Schwefelwasserstoff        | Dihydrogensulfid                                                          |                |                | H2S                                                      | Schwefel                          | 7,00; 12,92            | Sulfide             |                                                                                       |
| Schweflige Säure           | Dihydrogensulfit                                                          |                |                | H2SO3                                                    | Schwefel                          | 1,81; 6,99             | Sulfite             | Entsteht durch Reaktion von Schwefeldioxid mit Wasser                                 |
| Shikimisäure               | 3,4,5-Trihydroxy-1-cyclohexencarbonsäure                                  |                |                | C7H10O5                                                  | Kohlenstoff                       | 4,15                   | Shikimate           |                                                                                       |
| Sorbinsäure                | (2E,4E)-2,4-Hexadiensäure                                                 |                |                | C6H8O2                                                   | Kohlenstoff                       | 4,76                   | Sorbate             | Eine zweifach ungesättigte Carbonsäure                                                |
| Stearinsäure               | Octadecansäure                                                            |                |                | H3C-(CH2)16-COOH                                         | Kohlenstoff                       |                        | Stearate            | Eine gesättigte Fettsäure und Alkansäure                                              |
| Stickstoffwasserstoffsäure | Hydrogenazid                                                              |                |                | HN3                                                      | Stickstoff                        | 4,6; 7,9               | Azide               | Wird mithilfe von Hydrazin hergestellt. Bei dieser Verbindung tritt Mesomerie auf.    |
| Styphninsäure              | 2,4,6-Trinitro-1,3-hydroxybenzol                                          |                |                | C6H3N3O8                                                 | Kohlenstoff, Stickstoff           |                        | Styphnate           | Eine organische Säure ohne Carboxygruppe                                              |
| Sulfanilsäure              | 4-Amino-1-benzolsulfonsäure                                               |                |                | C6H7NO3S                                                 | Kohlenstoff, Stickstoff           | 3,23                   |                     | Eine organische Säure ohne Carboxygruppe                                              |
| Tellursäure                | Hexahydrogentellurat                                                      |                |                | H6TeO6                                                   | Tellur                            | 7,70; 10,95            | Tellurate           |                                                                                       |
| Terephthalsäure            | Benzol-1,4-dicarbonsäure                                                  |                |                | C8H6O4                                                   | Stickstoff                        | 3,54; 4,46             | Terephtalate        | Eine Dicarbonsäure                                                                    |
| Tetrachlorogoldsäure       | Hydrogentetrachloroaurat                                                  |                |                | H[AuCl4]                                                 | Gold, Chlor                       |                        | Tetrachloroaurate   |                                                                                       |
| Tetrahydrofolsäure         | N-[(6S)-5,6,7,8-Tetrahydropteroyl] -L-glutaminsäure                       |                |                | C19H23N7O6                                               | Kohlenstoff, Stickstoff           | 3,51                   |                     | Eine Dicarbonsäure                                                                    |
| Thioschwefelsäure          | Dihydrogenthiosulfat                                                      |                |                | H2S2O3                                                   | Schwefel                          | 0,6; 1,74              | Thiosulfate         |                                                                                       |
| Trichloressigsäure         | Trichlorethansäure                                                        |                |                | Cl3C-COOH                                                | Kohlenstoff, Chlor                | 0,65                   | Trichloracetate     |                                                                                       |
| Trifluormethansulfonsäure  |                                                                           |                |                | CF3SO3H                                                  | Kohlenstoff, Schwefel, Fluor      | −20,0                  | Triflate            | Eine der stärksten Supersäuren                                                        |
| Trifluoressigsäure         | Trifluorethansäure                                                        |                |                | F3C-COOH                                                 | Kohlenstoff, Fluor                | 0,23                   | Trifluoracetate     |                                                                                       |
| Trikieselsäure             |                                                                           |                |                | (HO)3Si–O–Si(OH)2–O–Si(OH)3.                             | Silicium                          |                        | Trisilicate         | Eine von mehreren Kieselsäuren                                                        |
| Valeriansäure              | Pentansäure                                                               |                |                | H3C-(CH2)3-COOH                                          | Kohlenstoff                       | 4,84                   | Valerate            | Eine gesättigte Fettsäure und Alkansäure                                              |
| Vanadiumsäure              | Hydrogenvanadat                                                           |                |                | H3VO4                                                    | Vanadium                          |                        | Vanadate            |                                                                                       |
| Vulpinsäure                | –                                                                         |                |                | C19H14O5                                                 | Kohlenstoff                       |                        |                     | Ein Giftstoff, der in einigen Flechten enthalten ist                                  |
| Weinsäure                  | 2,3-Dihydroxybutandisäure                                                 |                |                | HOOC-CH(OH)-CH(OH)-COOH                                  | Kohlenstoff                       | 2,98; 4,34             | Tartrate            | Eine Dicarbonsäure                                                                    |
| Wolframsäure               | Dihydrogenwolfrat                                                         |                |                | H2WO4                                                    | Wolfram                           | 3,5; 4,6               | Wolframate          |                                                                                       |
| Xenonsäure                 | Dihydrogenxenat                                                           |                |                | H2XeO4                                                   | Xenon                             | 10,5                   | Xenate              | Enthält das Edelgas Xenon                                                             |
| Zimtsäure                  | 3-Phenylpropensäure                                                       |                |                | C9H8O2                                                   | Kohlenstoff                       | 4,44                   |                     |                                                                                       |